# Gdinj
Gdinj är en ort i Kroatien.   Den ligger i länet Dalmatien, i den sydöstra delen av landet, 300 km söder om huvudstaden Zagreb. Gdinj ligger 318 meter över havet och antalet invånare är 119.
Terrängen runt Gdinj är varierad.  Närmaste större samhälle är Makarska, 19,7 km norr om Gdinj. 